# Музей Валкгоф-Кам
Музей Валкгоф (нід. Museum Het Valkhof; офіційна назва — Музей Валкгоф-Кам) — музей археології та мистецтва у нідерландському місті Неймегені.

## Загальні дані
Музей розташований на краю парку Валкгоф (Valkhof) — місці колишнього табору римської армії і цитаделі, зведеної за правління Карла Великого (збереглися рештки Неймегенського замку і, зокрема, капела св. Миколи, ХІ—XIV ст.ст.) у надсучасному модерністському приміщенні. Проект будівлі музею був розроблений голландським архітектором Беном ван Беркелем (Ben van Berkel). Офіційна адреса — Kelfkensbos 59.

## З історії та експозиції

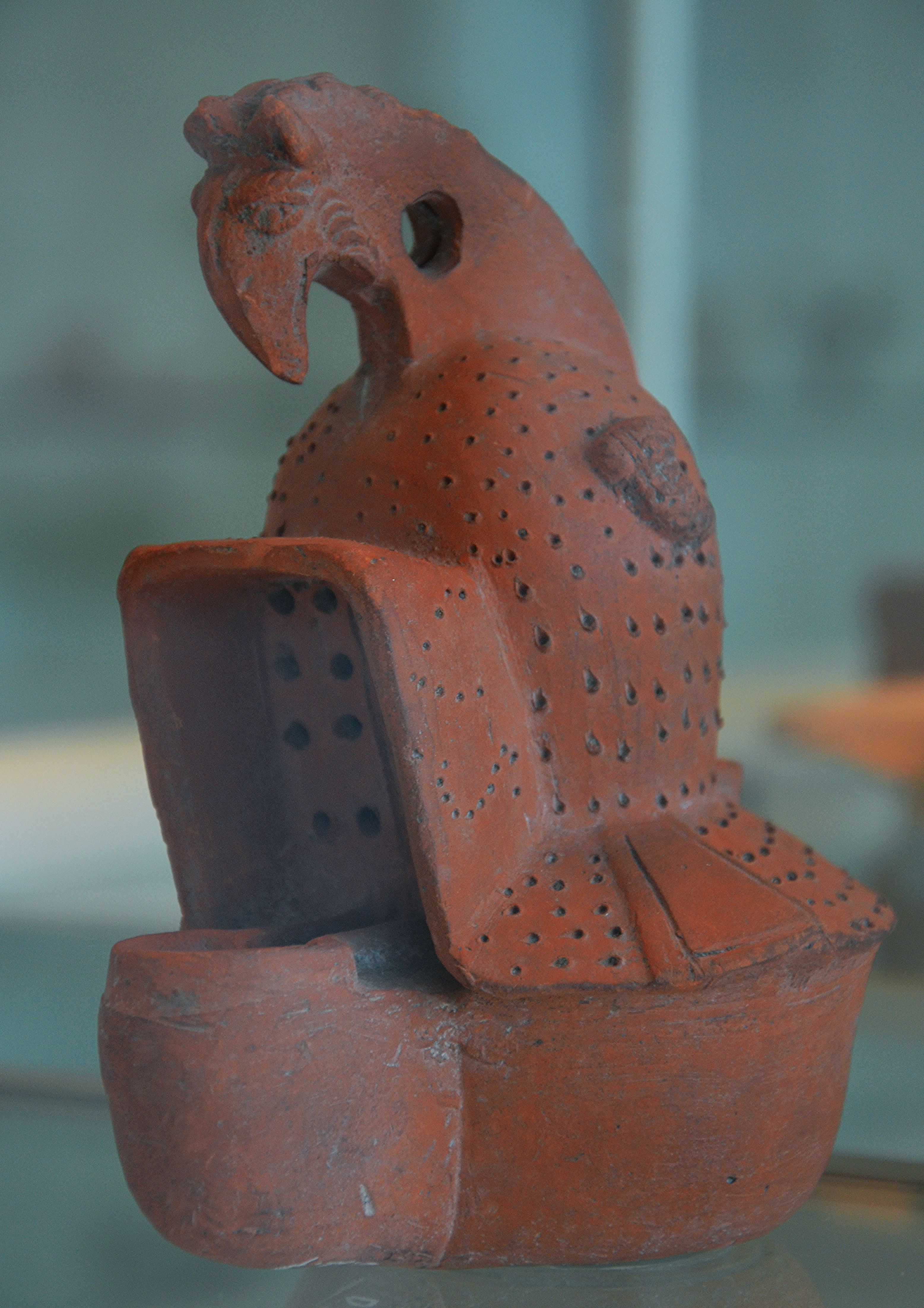
Олійна лампа у вигляді шолома гладіатора, Стародавній Рим, Музей Валкгоф-Кам, Неймеген, Нідерланди

Музей існує з 1999 року, й був створений у результаті злиття археологічного музею G.M. Kam і музею класичного і сучасного мистецтва Commanderie van St. Jan. Офіційне відкриття приміщення музею відбулося 14 вересня 1999 року за участю королеви Беатрікс. Колекція музею Валкгоф включає в себе великі і важливі колекції місцевих римських археологічних знахідок і зібрання творів мистецтва (здебільшого сучасного).
У листопаді 2008 року офіційна назва музею була змінена на Валкгоф-Кам (Valkhof-Kam), що відображає угоду, досягнуту зі спадкоємцями Г. М. Кама, чиє ім'я носив один із музейних закладів, які утворили цей музей. З 1 жовтня 2022 року споруда музею стала на капітальний ремонт, тому експозиція є доступною тимчасово в приміщенні ABN AMRO. А вже навесні 2025 року музей Валкгоф-Кам відкриє свої двері відвідувачам на вулиці Кельфкенсбос.